# Chris Obure

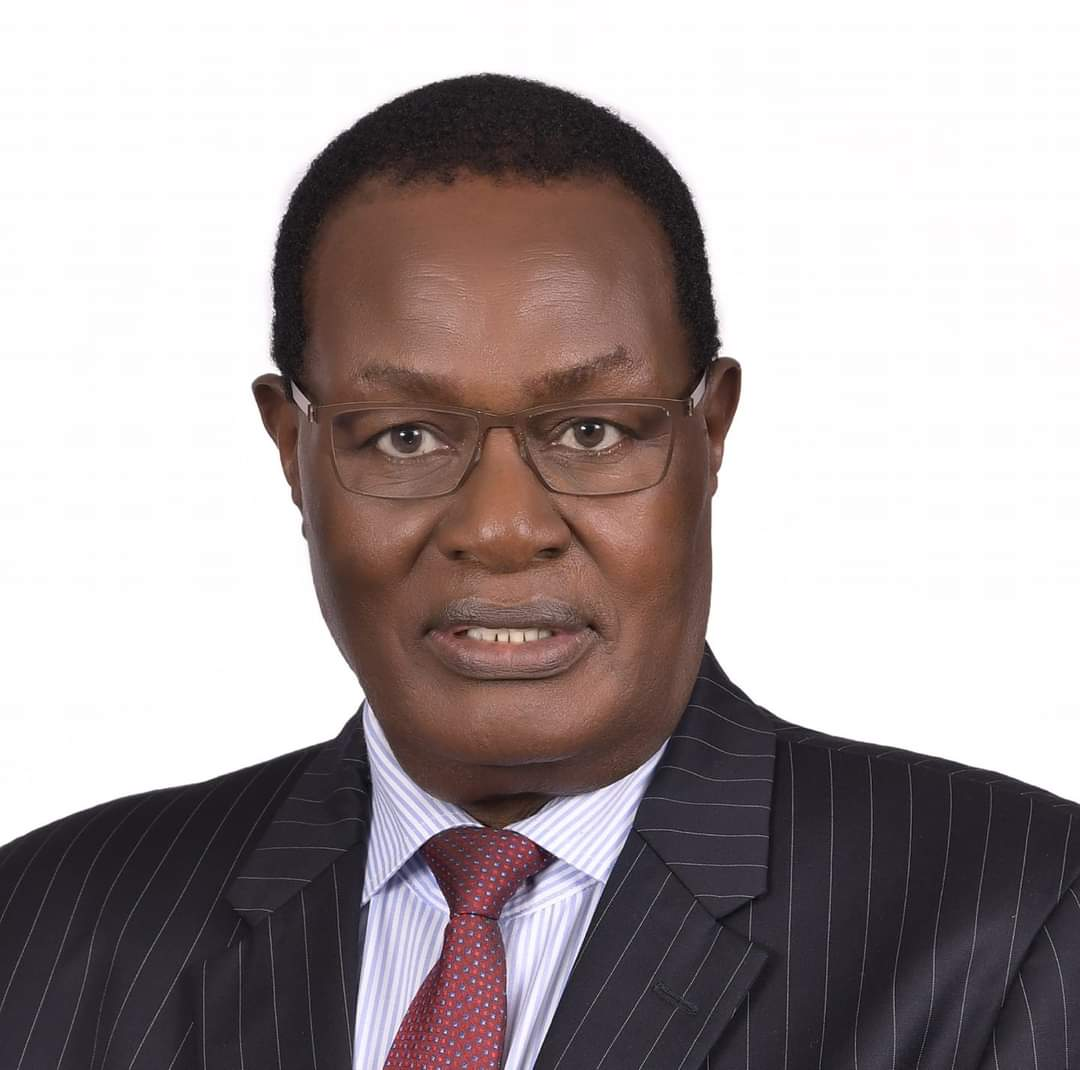
Chris Obure, 2021

Christopher „Chris“ Mogere Obure (* 29. September 1943 im Gucha District, Provinz Nyanza, Kenia) ist ein kenianischer Politiker, der unter anderem 2001 Außenminister Kenias war.

## Leben
Mogere absolvierte nach dem Schulbesuch ein Studium im Fach Handelsbetriebslehre an der University of Nairobi, das er mit einem Bachelor of Commerce (B.Com.) abschloss. Danach war er als Mitarbeiter der Kenya Breweries Limited tätig.
1999 war er für einige Zeit zunächst Minister für industrielle Entwicklung und Minister für genossenschaftliche Entwicklung in der Regierung von Präsident Daniel arap Moi sowie anschließend nach einer Regierungsumbildung von 1999 als Nachfolger von Musalia Mudavadi bis zu seiner Ablösung durch Bonaya Godana 2001 Landwirtschaftsminister.
Bei einer weiteren Kabinettsumbildung berief ihn Präsident arap Moi 2001 als Nachfolger von Bonaya Godana zum Außenminister. Dieses Amt bekleidete er jedoch nur kurze Zeit und wurde dann von Marsden Madoka abgelöst. Er selbst wurde daraufhin 2001 Nachfolger von Chris Okemo als Finanzminister und bekleidete dieses Amt auch unter arap Mois Nachfolger Mwai Kibaki bis zu seiner Ablösung durch David Mwiraria 2003.
Obure, der der 2005 von Raila Odinga gegründeten Orange Democratic Movement (ODM) beigetreten war, wurde bei den Wahlen am 27. Dezember 2007 zum Mitglied der Nationalversammlung gewählt und vertrat dort bis zu den Wahlen 2013 den Wahlkreis Bobasi. Nachdem Odinga daraufhin am 13. April 2008 von Präsident Kibaki zum Premierminister Kenias berufen wurde, übernahm Obure das Amt des Ministers für öffentliche Arbeiten, das er bis zum Ende von Odingas Amtszeit im April 2013 bekleidete. Zugleich fungierte er zwischen 2008 und 2009 für einige Zeit als geschäftsführender Minister für Straßen.
Bei den Parlamentswahlen im März 2013 wurde Obure zum Mitglied des Senats gewählt und vertritt dort seitdem den Wahlbezirk Kisii County.